# 13P/Olbers
13P/Olbers – kometa okresowa, należąca do grupy komet typu Halleya. 

## Odkrycie i nazwa
Kometę tę odkrył astronom niemiecki Heinrich Olbers 6 marca 1815. Odkrycia dokonał w Bremie. Jako pierwszy orbitę komety 13P/Olbers 31 marca wyliczył Carl Friedrich Gauss, a Friedrich Bessel wyliczył jej okres orbitalny na 73 lata. 
Nazwa komety pochodzi od nazwiska odkrywcy.

## Orbita komety
Orbita komety 13P/Olbers ma kształt wydłużonej elipsy o mimośrodzie 0,93. Jej peryhelium znajduje się w odległości 1,18 j.a., aphelium zaś 32,63 j.a. od Słońca. Jej okres obiegu wokół Słońca wynosi 69,52 roku, nachylenie do ekliptyki to wartość 44,6˚.
Jest to kometa, która należy ze względu na swą trajektorię do rodziny komet typu Halleya.

## Właściwości fizyczne
To kometa o stosunkowo krótkim okresie obiegu, która zbliżyła się do Słońca dość blisko, przez co jej aktywność wzrasta. Jądro tej komety ma wielkość kilku-kilkunastu km.